# Première bataille des forts de Taku (1858)
Batailles
- Bogue
- Bataille des forts de la Rivière des Perles
- Canton (1re)
- Fatshan Creek
- Canton (2e)
- Forts de Taku (1re)
- Forts de Taku (2e)
- Forts de Taku (3e)
- Zhangjiawan
- Palikao

La Première Bataille des forts de Taku fut la première invasion par les forces anglo-françaises des Forts de Taku situés sur les bords de la Rivière Hai à Tianjin, en Chine. L'attaque eut lieu le 20 mai 1858, au cours de la Seconde Guerre de l'Opium.

## Contexte
Après le déclenchement de la Seconde Guerre de l'Opium, l'alliance anglo-française parvient, en 1857, à capturer l'important port de Canton (actuel Guangzhou) au cours de la Seconde bataille de Canton. L'Empereur Xianfeng reçoit la nouvelle de l'occupation de la ville le 27 janvier 1858. Le commandant britannique Michael Seymour, espérant accélérer le dénouement du conflit (le futur Traité de Tianjin), ordonne alors une attaque sur les Forts de Taku qui se situent sur le chemin le plus court vers Pékin.

## Bataille et suites
Le 20 mai 1858, les Britanniques et les Français envoient une flotte de canonnières sous le commandement du contre-amiral Michael Seymour, à l'attaque des Forts de Taku tenus par les forces chinoises. La bataille se conclut par une victoire des alliés qui ne déplorent que peu de pertes (5 morts côté anglais, 6 côté français). 
Malgré cette victoire, la première phase de la Seconde Guerre de l'Opium ne se conclut qu'avec le Traité de Tianjin et le retour des forts entre les mains de l'armée de la dynastie Qing.
En 1859, un nouvel assaut est lancé contre les forts lors de la deuxième bataille des forts de Taku. Elle se solde par un échec.